# Toxocarpus
Toxocarpus és un gènere que pertany a la família de les apocinàcies amb 81 espècies de plantes fanerògames. És originari d'Àsia i de les illes del Pacífic.

## Descripció
Són arbustos, enfiladisses o lianes, de 5-10 m d'alçada. Els brots estan lenticel·lats, tomentosos o amb vellositats. Les làmines foliars herbàcies o coriàcies, de 2,5-15 cm de llarg i 1,7 cm d'ample, ovades, basalment arrodonides o cuneades. L'àpex és agut o acuminat a apiculat, o obtusa a emarginat.
Les inflorescències són axil·lars o extraaxil·lars, més curtes que les fulles adjacents, amb 3-10 (moltes) flors, laxes.

## Espècies seleccionades
| - Toxocarpus acuminatus - Toxocarpus africanus - Toxocarpus ankarensis - Toxocarpus aurantiacus - Toxocarpus auriculatus - Llista completa d'espècies |